# Remispora crispa
Remispora crispa är en svampart som beskrevs av Kohlm. 1981. Remispora crispa ingår i släktet Remispora och familjen Halosphaeriaceae.   Inga underarter finns listade i Catalogue of Life.